# 오후의 발견 류권형입니다
오후의 발견 류권형입니다는 광주MBC FM4U에서 오후 4시에서 오후 6시까지 방송되는 라디오 프로그램이다.